# Художественный музей Шверина
Государственный художественный музей в Шверине (нем. Staatliches Museum Schwerin) — художественный музей в городе Шверине (земля Мекленбург-Передняя Померания), открытый в 1882 году по инициативе герцога Мекленбург-Шверинского Фридриха Франца II в здании, построенном по проекту архитектора Германа Виллебранда на берегу Шверинского озера. Коллекции музея включают в себя более 100 000 произведений искусства — картин, графических работ, скульптур, монет, медалей, оружия, стеклянных и фарфоровых изделий; в дополнение к основной коллекции классического искусства, в XXI веке музей особое внимание уделяет произведениям современного искусства (объектам и инсталляциям).

## Здание
Первые планы нового здания музея в Шверине были созданы архитектором Георгом Деммлером, но из-за ранней смерти великого герцога Мекленбург-Шверина Пауля Фридриха, данные планы не были реализованы. Герман Виллебранд (1816—1899), многолетний помощник Деммлера, представил новый проект музейного здания: проект отличался от предшественника учётом функциональных требований к выставочным помещениям; в нём были рассмотрены вопросы пожарной безопасности и сохранности самой коллекции, предусматривались отопление и вентиляция, а также особое освещение.
Виллебранд стал и ответственным за постройку здания в стиле «греческого ренессанса» (griechischen Renaissance), продолжавшуюся с 1877 до 1882 года; помощником архитектора выступил директор художественной коллекции Эдуард Прош (Eduard Prosch, 1804—1878); 26 мая 1882 года здание было сдано — открытие музея состоялось 22 октября. Масштабный портал с ионическими колоннами и широкой лестницей, был типичен для периода историзма. Первым директором галереи «Großherzogliche Kunstsammlung am Alten Garten» стал Фридрих Шли (1839—1902); он также предложил дизайн изображения для щипца на сюжет «Амур и Психея», созданный скульптором Альбертом Вольфом. Первоначально музей задумывался как частный — он должен был служить скорее научным целям, чем представлять искусство широкой аудитории.

## История
История музея началась при герцоге Кристиане Людвиге II Мекленбургском, заядлом коллекционере произведений искусства, который приобрёл множество работ во время путешествий по Германским княжествам и другим странам. В отличие от других знатных домов, его интересовало не количество, а качество работ. К 1725 году он уже владел примерно 120 живописными и графическими работами преимущественно голландских мастеров XVII века. Большая часть этой коллекции погибла в том же году при пожаре во дворце Грабов (Schloss Grabow). Но Кристиан Людвиг твёрдо решил собрать для Мекленбурга значительную коллекцию живописи. Поселившись спустя десять лет в Шверинском замке, в 1736 году он построил первую галерею — двухэтажное фахверковое здание; этот год принято считать датой основания художественной коллекции Шверина.
Агенты закупали произведения для коллекции в крупнейших европейских художественных центрах. Кристиан Людвиг лично покупал картины в мастерских, например у Адриана ван Остаде и Яна ван Хёйсума. Его сын Фридрих и племянники также стали заядлыми коллекционерами. В 1792 году в описи герцогской коллекции значилось уже 695 картин, представленных в 21 комнате.
Великий герцог Фридрих Франц I ввёл новую систему управления художественными ценностями. Назначенный им первый директор галереи Фридрих Кристоф Георг Ленте (1774—1851) впервые применил научные методы структурирования и систематизации собрания, а также предложил открыть общедоступную галерею, что из-за недостатка средств осуществить не удалось. В 1837 году Шверин стал резиденцией великого герцога Пауля Фридриха, превратившись в культурный центр. В 1845 году был перестроен замок, и для герцогской галереи пришлось искать новое место. Сначала коллекция размещалась в двух зданиях в Паульштадте и в декабре 1845 года была впервые открыта для публики. Из-за ранней смерти Пауля Фридриха (1842) планы Георга Адольфа Деммлера по строительству музейного здания остались невоплощёнными. Только через 40 лет вдова герцога Александрина Прусская выделила средства на строительство из репараций за Франко-прусскую войну. Новое здание открылось 22 октября 1882 года.
14 ноября 1918 года, в ходе Ноябрьской революции, великий герцог Фридрих Франц IV был вынужден отречься от престола. Коллекция стала собственностью государства, а Музей Великого Герцога — Государственным музеем. Вальтер Джозефи, ставший директором коллекций ещё в 1911 году, составил детальную опись собрания и продолжил коллекционирование: подобно герцогам Мекленбургским, он обратил внимание на современных художников и в 1926 году приобрёл важные произведения Франца фон Штука, Рудольфа Бартельса, Макса Либермана, Ловиса Коринта, Карла Шуха и Вильгельма Трюбнера.
В ходе борьбы с «дегенеративным» искусством многие важные экспонаты коллекции были утрачены. В годы Второй мировой войны в здании галереи размещалось производство военной униформы, оно также служило военным госпиталем и приютом для беженцев.
Во времена ГДР музей Шверина получил международную известность и открыл несколько филиалов — он занял место среди ключевых художественных музеев Восточной Германии.
В начале XXI века Музей в Шверине перешёл на «сложную территорию концептуального искусства», начав собирать произведения современных авторов.

### Коллекция
Благодаря предпочтениям Кристиана Людвига шверинское собрание располагает одной из самых обширных в Германии эталонных коллекций голландской и фламандской живописи XVII—XVIII веков.
Важное пополнение коллекции произошло около 1750 года, когда Фридрих приобрёл 56 цветных рисунков и 43 картины (из них 34 по сей день в коллекции) французского анималиста Жана-Батиста Удри — крупнейшее в мире собрание произведений этого художника.
Искусство XX века представлено, среди прочих, работами, созданными Ловисом Коринтом, Алексеем Явленским, Максом Пехштейном, Гетцем фон Секендорфом и Пабло Пикассо. Также в коллекции представлены скульптуры Эрнста Барлаха — наравне с современными произведениями Зигмара Польке, Даниэля Шпёрри и Рэйчел Уайтред. Сразу 90 работ Марселя Дюшана охватывают все этапы его творчества, составляя крупнейшую коллекцию в Европе; данная коллекция основана на 68 работах, приобретённых в 1998 году бельгийским коллекционером и галеристом Ронни ван де Вельде.
В конце 2017 года предприниматель и коллекционер искусства Франк Брабант, родившийся в Шверине, объявил, что музей получит около половины из трёх сотен работ, входящих в его собрание.

## Награды
- 2005: «Музей года» — Германское отделение Международной ассоциации искусствоведов (AICA Deutschland): за переход на «сложную территорию концептуального искусства»[4].